# 마슈하드 국제공항
마슈하드 국제공항(IATA: MHD, ICAO: OIMM 페르시아어: فرودگاه شهید هاشمی نژاد مشهد)은 이란 마슈하드에 위치한 공항이다.

## 개요
이 공항은 테헤란 메흐라바드 국제공항에 이어 이란에서 두 번째로 바쁜 공항이다. 이 공항은 이란 국내 30개 도시와 해외 27개 도시와 직항으로 연결되어 있다.

### 터미널
마슈하드 국제공항은 국내선 터미널과 국제선 터미널, 하즈터미널 이렇게 3개의 터미널이 있다.

## 운항 노선

### 국제선
| 항공사            | 목적지 |
| ----------------- | --- |
| 에어 아라비아     | 샤르자 |
| ATA 항공          | 바쿠 |
| 아제르바이잔 항공 | 바쿠 |
| 플라이 두바이     | 두바이 |
| 조지아 항공       | 계절편: 트빌리시 |
| 이란 항공         | 바그다드, 바쿠, 베이루트, 쿠웨이트시티, 나자프                                                                          |
| 이란 아세만 항공  | 두샨베 |
| 이라크 항공       | 바그다드, 바스라, 나자프, 나시리야                                                                                      |
| 자지라 항공       | 쿠웨이트시티 |
| 쿠웨이트 항공     | 쿠웨이트시티 |
| 마한 에어         | 바그다드, 베이루트, 두바이, 카불, 쿠웨이트시티, 라호르, 나자프 계절편: 모스크바(브누코보) 계절 전세편: 상트베레트부르크 |
| 키시 에어         | 쿠웨이트시티 |
| 카타르 항공       | 도하 |
| 케슘 항공         | 나자프 |
| 살람 항공         | 무스카트 |
| 사우디아 항공     | 계절편: 제다, 메디나 |
| 타반 항공         | 나자프 계절편: 라호르 전세편: 이스탄불(아르나부코이), 예레반                                                            |
| 터키항공          | 이스탄불(아르나부코이)                                                                                                  |
| 자그로스 항공     | 나자프 전세편: 이스탄불(아르나부코이)                                                                                   |

### 국내선
| 항공사           | 목적지 |
| ---------------- | --- |
| 카스피안 항공    | 이스파한, 타브리즈, 테헤란(메흐라바드), 시라즈 |
| ATA 항공         | 이스파한, 시라즈, 타브리즈, 테헤란(메흐라바드), 카샨, 사리, 우르미아, 잔잔                                                                                             |
| 자그로스 항공    | 이스파한, 케슘, 라슈트, 샤흐레코르드, 시라즈, 테헤란(메흐라바드), 나자프                                                                                               |
| 이란 항공        | 이스파한, 타브리즈 |
| 마한 에어        | 테헤란(메흐라바드), 사리, 이스파한 |
| 케슘 항공        | 아바단, 이스파한, 케슘, 라슈트, 사리, 시라즈, 테헤란(메흐라바드), 자볼                                                                                                 |
| 사하 항공        | 우르미아 |
| 이란 아세만 항공 | 아바단, 아바즈, 아르다빌, 반다르아바스, 부셰르, 차바하르, 이스파한, 케르만샤, 호라마바드, 라슈트, 사리, 시라즈, 타브리즈, 테헤란(메흐라바드), 우르미아, 야즈드, 자헤단 |
| 세페란 항공      | 아와즈, 아샬루에, 반다르아바스, 키시, 테헤란(메흐라바드) |
| 이란에어 투어    | 카샨, 시라즈, 테헤란(메흐라바드), 야즈드, 자헤단 |
| 키쉬 에어        | 아와즈, 반다르아바스, 이스파한, 케르만샤, 키쉬, 라슈트, 사리, 시라즈, 테헤란(메흐라바드)                                                                               |
| 미라즈 항공      | 이스파한, 케르만샤, 나자프, 타브리즈, 테헤란(메흐라바드) |
| 타반 항공        | 아와즈, 이스파한, 카르지, 키쉬, 라슈트, 시라즈, 타브리즈, 잔잔 |
| 이란 항공        | 아와즈, 반다르아바스, 비르잔드, 고르간, 사리, 쇼라운드, 야즈드, 자헤단                                                                                                 |
| 마한 에어        | 아와즈, 아살루에, 키쉬 |

## 같이 보기
- 테헤란 이맘 호메이니 국제공항
- 마슈하드
- 이란